# Carlos F. Gutiérrez
Carlos F. Gutiérrez (1861, Tegucigalpa - 1 de julio de 1899, Tegucigalpa) fue un militar y escritor hondureño. Según muchos historiadores, su novela, Angelina, escrita en 1884, fue la primera novela escrita en Honduras.

## Biografía y carrera
Carlos F. Gutiérrez nació en Tegucigalpa, en 1861. Formó parte del Ejército de Honduras, y durante este tiempo, escribió su primer poemario, Piedras falsas, en 1889. Pero su obra más reconocida, Angelina, fue escrita en 1884, pero fue conocida hasta 1888. Por este motivo, se cree que Angelina fue la primera novela escrita en Honduras, y no Adriana y Margarita, de Lucila Gamero de Medina, publicada en 1893.
José Antonio Domínguez evaluó la obra de Gutiérrez, destrozándola —según historiadores—. Angelina es una obra romántica-naturalista, que apenas reúne los requisitos para ser considerada como novela en primer lugar.
Gutiérrez falleció el 1 de julio de 1899 en Tegucigalpa a la edad de 38 años. Su rango militar al momento de su muerte era teniente coronel.
En el año 2001, Editorial Guaymuras reeditó Angelina y la publicó, junto con un estudio preliminar por Sara Rolla. Jorge Luis Oviedo creó una selección de poemas de Gutiérrez, formando una antología mínima.

## Obras
- Angelina (1884)[5]
- Piedras falsas (1889)